# Héctor Vargas (piłkarz)
Héctor Raúl Vargas Baldús (ur. 15 marca 1959 w Ibarrecie) – argentyński piłkarz występujący na pozycji pomocnika, trener piłkarski, od 2025 roku prowadzi honduraski Leones HT6.